# Vinsyre
Vinsyre (E-334) C4H6O6. Anvendes som surhedsregulerende middel, samt for at opnå en konserveringseffekt. 
Syren anvendes bl.a. i saft og marmelade. Sammen med sukker hjælper syren frugtens pektin til at gelere. 
1 tsk. = 5 gram.
5 gram pr. kg færdigvare.
Molekylet er kiralt, og vinsyre består af én enkelt enantiomer. Den racemiske blanding kaldes derimod druesyre. Der er også en akiral isomer, mesovinsyre.
| Kemi | Spire Denne artikel om kemi er en spire som bør udbygges. Du er velkommen til at hjælpe Wikipedia ved at udvide den. |